# Saison 1952-1953 des Celtics de Boston
La saison 1952-1953 des Celtics de Boston est la 7e saison de la franchise américaine de la National Basketball Association (NBA).

## Draft
| Tour | Rang | Joueur         | Position | Nationalité | Provenance |
| ---- | ---- | -------------- | -------- | ----------- | ---------- |
| 1    | 6    | Bill Stauffer  | F        | États-Unis  | Missouri   |
| 4    | 7    | Herm Hedderick | SG       | États-Unis  | Canisius   |
| 10   | 4    | Gene Conley    | F/C      | États-Unis  | Washington |

## Classement de la saison régulière
| Division Est             | V  | D  | PCT  | GB   |
| ------------------------ | -- | -- | ---- | ---- |
| Knicks de New York       | 47 | 23 | .671 | -    |
| Nationals de Syracuse    | 47 | 24 | .662 | 0.5  |
| Celtics de Boston        | 46 | 25 | .648 | 1.5  |
| Bullets de Baltimore     | 16 | 54 | .229 | 31   |
| Warriors de Philadelphie | 12 | 57 | .174 | 34.5 |

## Effectif
| Numéro | Joueur          | Position | Provenance       |
| ------ | --------------- | -------- | ---------------- |
| 4      | Kenny Rollins   | PG       | Kentucky         |
| 10     | Kleggie Hermsen | C-F      | Minnesota        |
| 11     | Chuck Cooper    | SF       | Duquesne         |
| 12     | Bob Donham      | SG       | Ohio State       |
| 13     | Bob Harris (en) | SF       | Oklahoma State   |
| 14     | Bob Cousy       | PG       | Holy Cross       |
| 16     | John Mahnken    | C        | Georgetown       |
| 17     | Gene Conley     | PF       | Washington State |
| 18     | Bob Brannum     | PF       | Michigan State   |
| 19     | Mo Mahoney      | F        | Brown University |
| 21     | Bill Sharman    | SG       | USC              |
| 22     | Ed Macauley     | C        | Saint Louis      |

## Playoffs

### Demi-finale de Division
(2) Nationals de Syracuse vs. (3) Celtics de Boston : Boston remporte la série 2-0
- Game 1 @ Syracuse : Boston 87, Syracuse 81
- Game 2 @ Boston : Boston 111, Syracuse 105 (4OT)

### Finale de Division
(1) Knicks de New York vs. (3) Celtics de Boston : Boston s'incline dans la série 3-1
- Game 1 @ New York : New York 95, Boston 91
- Game 2 @ Boston : Boston 86, New York 70
- Game 3 @ New York : New York 101, Boston 82
- Game 4 @ Boston : New York 82, Boston 75

## Statistiques

### Saison régulière
| Joueur          | Matchs | Min/m. | % Tir | % LF | Rbds/m. | Pass/m. | Pts/m. |
| --------------- | ------ | ------ | ----- | ---- | ------- | ------- | ------ |
| Bob Brannum     | 71     | 26.8   | .348  | .595 | 7.6     | 2.1     | 6.8    |
| Gene Conley     | 39     | 11.8   | .324  | .581 | 4.4     | 0.5     | 2.3    |
| Chuck Cooper    | 70     | 28.5   | .337  | .758 | 6.3     | 1.6     | 6.5    |
| Bob Cousy       | 71     | 41.5   | .352  | .816 | 6.3     | 7.7     | 19.8   |
| Bob Donham      | 71     | 20.2   | .479  | .471 | 3.4     | 2.2     | 6.4    |
| Bob Harris (en) | 70     | 28.2   | .418  | .588 | 6.9     | 1.4     | 7.4    |
| Kleggie Hermsen | 4      | 5.5    | .000  | .500 | 1.8     | 0.0     | 0.3    |
| Ed Macauley     | 69     | 42.1   | .452  | .750 | 9.1     | 4.1     | 20.3   |
| John Mahnken    | 69     | 11.2   | .302  | .696 | 2.6     | 1.1     | 2.8    |
| Mo Mahoney      | 6      | 5.7    | .400  | .800 | 1.2     | 0.2     | 2.0    |
| Kenny Rollins   | 43     | 9.9    | .330  | .815 | 1.0     | 1.1     | 2.3    |
| Bill Sharman    | 71     | 32.9   | .436  | .850 | 4.1     | 2.7     | 16.2   |

### Playoffs
| Joueur          | Matchs | Min/m. | % Tir | % LF  | Rbds/m. | Pass/m. | Pts/m. |
| --------------- | ------ | ------ | ----- | ----- | ------- | ------- | ------ |
| Bob Brannum     | 6      | 13.8   | .522  | .636  | 3.5     | 1.7     | 5.2    |
| Chuck Cooper    | 6      | 32.5   | .396  | .815  | 6.5     | 2.3     | 10.0   |
| Bob Cousy       | 6      | 45.0   | .383  | .836  | 4.2     | 6.2     | 25.5   |
| Bob Donham      | 6      | 23.0   | .289  | .407  | 3.5     | 2.2     | 5.5    |
| Bob Harris (en) | 6      | 32.2   | .457  | .750  | 9.3     | 2.0     | 8.3    |
| Ed Macauley     | 6      | 46.3   | .437  | .722  | 9.7     | 3.5     | 16.8   |
| John Mahnken    | 6      | 12.0   | .000  | 1.000 | 3.2     | 1.0     | 0.8    |
| Mo Mahoney      | 4      | 11.3   | .214  | .600  | 1.8     | 0.5     | 2.3    |
| Kenny Rollins   | 6      | 10.8   | .400  | 1.000 | 1.3     | 1.2     | 3.3    |
| Bill Sharman    | 6      | 33.5   | .333  | .938  | 2.5     | 2.5     | 11.7   |

## Récompenses
- Ed Macauley, All-NBA First Team
- Bob Cousy, All-NBA First Team
- Bill Sharman, All-NBA Second Team